# Numão
Numão ist eine Gemeinde (Freguesia) im portugiesischen Kreis Vila Nova de Foz Côa. In ihr leben 210 Einwohner (Stand 19. April 2021).